# Demografie
Die Demografie, Demographie (altgriechisch δῆμος démos „Volk“ und -graphie) oder Bevölkerungswissenschaft ist eine Wissenschaft, die sich statistisch und theoretisch mit der Entwicklung von Bevölkerungen und ihren Strukturen befasst. Sie untersucht die alters- und zahlenmäßige Gliederung, die geografische Verteilung sowie die umweltbedingten und sozialen Faktoren, die für Veränderungen verantwortlich sind. Die Erforschung der Regelmäßigkeiten und Gesetzmäßigkeiten in Zustand und Entwicklung der Bevölkerung wird vor allem mit Hilfe der Statistik erfasst und gemessen, wofür Beschreibungs- und Erklärungsmodelle entwickelt werden (siehe auch Amtliche Statistik).
Die Demographie besteht aus vier großen Fachgebieten, die sich vor allem mit folgenden Theorien befassen:
- Theorien der Fertilität zur Geburtenzahl
- Theorien der Migration zur Aus- und Einwanderung
- Theorien der Mortalität zur Sterblichkeitsrate
- Theorien zur Struktur des Bevölkerungsbestandes

## Geschichte
Bereits John Graunt (1620–1674) und William Petty (1623–1687) untersuchten im Jahre 1662 detailliert die statistische Entwicklung von Geburten und Sterberaten mit Fokus auf die Einwohner von London, England. Ebenso beschäftigte sich der Mathematiker und politische Berater Gottfried Wilhelm Leibniz (1646–1716) mit statistischen Themen zur Bevölkerungsentwicklung. Als Begründer der Demographie gilt der deutsche Statistiker und Theologe Johann Peter Süßmilch (1707–1767). Besonderen Ruhm erlangte Süßmilch durch sein 1741 erschienenes Werk Die göttliche Ordnung in den Veränderungen des menschlichen Geschlechts. Jedoch fokussierte Süßmilch sich auf systematische Forschung und analysierte dazu jahrzehntelang Kirchenbücher und amtliche Familienregister. Er führte Berechnungen z. B. zu Säuglingssterblichkeitsraten und der Größe von Populationen einer Stadt oder Region durch.
Der britische Ökonom und ehemalige Pfarrer Thomas Robert Malthus untersuchte 1798 das Verhältnis von Bevölkerungswachstum und Bodenertrag und gelangte zu der Prognose, dass der Bodenertrag nur in arithmetischer Progression (1, 2, 3, 4, 5 usw.) wachsen könne, die Bevölkerung jedoch in geometrischer Progression (1, 2, 4, 8, 16 usw.) wachse, mit der Folge von Hunger und Armut. Nicht Verbesserungen in der Produktion, sondern Geburtenkontrolle (etwa durch Enthaltsamkeit) erschien dem Pfarrer Malthus als Möglichkeit, die Armut dauerhaft zu bekämpfen. Erst John Stuart Mill stützte 1848 diese Bevölkerungslehre mit dem Bodenertragsgesetz. Der von Mill beeinflusste Neomalthusianismus propagierte Verhütungsmittel zur Geburtenkontrolle, die Malthus noch abgelehnt hatte.
Als Begründer der modernen mathematischen Demografie gilt Alfred Lotka, der 1907 die Beziehung zwischen Geburten- und Sterberate untersuchte und 1939 die Theorie des Bevölkerungsgleichgewichts entwickelte.

## Untersuchungsobjekte
Die Demografie beschreibt, analysiert und erklärt (bzw. versucht zu erklären) insbesondere:
- die Bevölkerungsstrukturen (Zusammensetzung der Bevölkerung aus Gruppierungen, die sich durch bestimmte Merkmale voneinander unterscheiden, z. B. Alter, Geschlecht, Nationalität, Zugehörigkeit zu Haushalten bestimmter Größe, Lebensstile und -gewohnheiten),
- die Bevölkerungsbewegungen, namentlich
  - die räumlichen Bevölkerungsbewegungen (Wanderungen, räumliche Mobilität, Migration),
  - die natürlichen Bevölkerungsbewegungen (Geburten als Ergebnis der Fertilität, Sterbefälle als Ergebnis der Mortalität) sowie die mit diesen Bewegungen im Zusammenhang stehenden Verhaltenskomplexe (z. B. Heirats- und Scheidungsverhalten)
- die Bevölkerungsentwicklungen (z. B. Veränderung der Bevölkerung nach Zahl und Altersstruktur), die aus Ausgangsbestand, Alters- und Geschlechtsstruktur einer Bevölkerung sowie den Bevölkerungsbewegungen und deren Änderungen resultieren,
- die Bevölkerungsverteilung und deren Veränderungen,
- als Historische Demografie die Bevölkerungsgeschichte.

Objekte der Untersuchungen können sich jeweils in einem Staat befinden. Daneben gibt es, allerdings aufgrund der verschiedenen Erfassungsmethoden erschwert, Übersichten zu ganzen Kontinenten oder zur Weltbevölkerung.

## Methodik

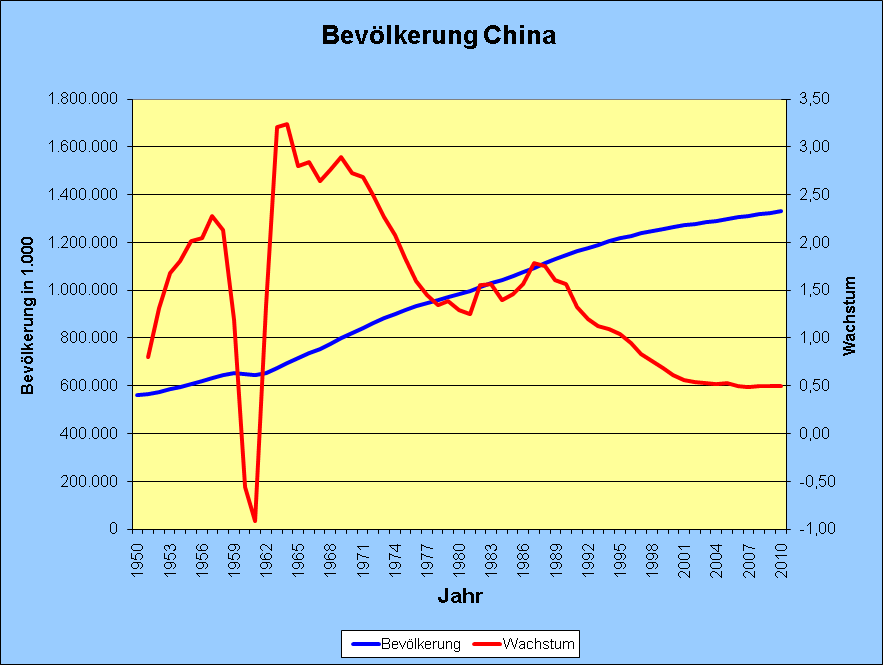
Bevölkerungsentwicklung der Volksrepublik China 1950–2007

Ihre Daten bezieht die Bevölkerungswissenschaft aus der laufend fortgeschriebenen Statistik, aus Stichproben, Befragungen und aus Volkszählungen (Zensus).
Zur Untersuchung demografischer Prozesse (also der Bevölkerungsbewegung) werden neben verschiedenen statistischen Kennziffern (Geburtenrate, zusammengefasste Fruchtbarkeitsziffer, Sterberate, Migrationsrate, Lebenserwartung usw.) auch grafische Darstellungen wie die Alterspyramide verwendet.
Bei der Fruchtbarkeitsrate wird zwischen der zusammengefassten Fruchtbarkeitsziffer (engl. total fertility rate (TFR)) und der Kohortenfertilität (engl. cohort fertility rate (CFR)) unterschieden. Die TFR gibt an, wie viele Kinder eine Frau im Laufe ihres Lebens theoretisch gebären würde, wenn sie in jedem Altersabschnitt ihres Lebens das heute für Frauen dieses Altersabschnittes typische Gebärverhalten zeigen würde. Die TFR wird kritisiert, da sie oft nicht das tatsächliche Geburtenniveau widerspiegelt und Veränderungen des Geburtenverhaltens zu zu hoher oder zu niedriger TFR führen können. Daher ist es üblich, die so genannte zeitadaptierte TFR zu berechnen, von der man annimmt, dass sie die tatsächliche Fruchtbarkeit besser widerspiegelt. Die CFR gibt an, wie viele Kinder Frauen einer bestimmten Alterskohorte tatsächlich zur Welt gebracht haben. Sie ist leichter zu interpretieren als die TFR.
Für die vorstatistische Zeit (also vor 1850) werden derartige Daten durch die Auswertung von Kirchen- und Ortsfamilienbüchern sowie durch andere Quellen berechnet.
Soweit die Demografie Prognosen über zukünftige Bevölkerungsentwicklungen erstellt, ist sie – wie jede Prognose – auf Annahmen angewiesen, insbesondere zum künftigen Geburtenverhalten, zur Sterblichkeit und zur Zu- und Abwanderung. Wie groß die dadurch entstehende Unsicherheit und damit auch die potentielle Beeinflussbarkeit der Bevölkerungsentwicklung ist, hängt einerseits vom betrachteten Einflussfaktor, andererseits vom betrachteten Aspekt ab.
Betrachtet man etwa den Aspekt der „Gesamtzahl“ einer Bevölkerung, so schlagen Veränderungen des „Geburtenverhaltens“ nur langsam auf deren Entwicklung durch, denn die 30-, 50- oder 80-Jährigen von morgen sind heute bereits geboren. Außerdem wird die zahlenmäßige Stärke der nachkommenden Generationen entscheidend nicht nur durch die Geburtenraten bestimmt, sondern auch von der Stärke der jeweiligen Elterngeneration. Würde daher z. B. in Deutschland von heute auf morgen eine dauerhaft bestandserhaltende Geburtenrate von etwa 2,1 Kindern pro Frau erreicht, so würde sich die Bevölkerungszahl erst viel später stabilisieren, wenn nämlich die heute geborenen Menschen gestorben sind – und dies auf dem Niveau einer deutlich verringerten Gesamtbevölkerung, welche durch die Stärke der jetzt fruchtbaren Generation bestimmt wird. Selbst bei höheren Geburtenraten würde die Gesamtbevölkerung, bedingt durch die schwache Elterngeneration, eine ganze Weile lang zurückgehen. Die „Zusammensetzung“ der Bevölkerung, etwa die Zahl der Schüler, Studenten oder der Altenquotient, ändert sich hingegen schneller. Andere Faktoren, etwa Zu- und Abwanderung oder gar Kriege und Seuchen, können die Bevölkerungsentwicklung rascher beeinflussen.
Da Prognosen ein wesentlicher Bestandteil der demografischen Arbeit sind, ist es nötig, Annahmen zu bestimmten Faktoren treffen und versuchen, deren Eintrittswahrscheinlichkeit zu bestimmen. Dazu ist oft der Rückgriff auf andere Forschungsgebiete, etwa die Soziologie, notwendig.

## Fertilitätstheorien
Fertilitätstheorien befassen sich mit den Gründen für Fertilitätsentscheidungen in Bevölkerungen. Dabei spielen insbesondere die folgenden demografischen Phänomene eine entscheidende Rolle:
- demografischer Übergang
- demografisch-ökonomisches Paradoxon

### Ökonomische Theorie der Fertilität
Die ökonomische Theorie der Fertilität von Harvey Leibenstein und Gary S. Becker gilt als wichtiges theoretisches Modell, um das global sehr unterschiedliche Fertilitätsverhalten von Bevölkerungen zu erklären. Insbesondere die sehr niedrigen Fertilitätsraten in den entwickelten Staaten ließen sich mit älteren Theorien nicht in Einklang bringen.
Gemäß der ökonomischen Theorie der Fertilität lassen sich drei verschiedene Nutzenarten für Kinder unterscheiden:
- Konsumnutzen,
- Einkommensnutzen,
- Sicherheitsnutzen.

Diesen Nutzenarten stehen zwei Kostenarten gegenüber:
- Opportunitätskosten,
- direkte Kosten.

### Sozialpsychologische Theorie der Fertilität
Die sozialpsychologische Theorie der Fertilität benutzt zwar eine etwas andere Terminologie als die ökonomische Fertilitätstheorie, ist aber konzeptionell mit ihr weitestgehend deckungsgleich. Sie entspringt im Gegensatz zur ökonomischen Theorie eher sozialpsychologischen Forschungsarbeiten. Als Nutzenarten für Kinder stellt sie heraus:
- materieller Nutzen
- psychischer Nutzen
- sozial-normativer Nutzen (zum Beispiel Statusgewinn durch Kinder, Vererbung des Familiennamens)

Zum Beispiel bei der Abschaffung der Ein-Kind-Politik in China konnten diesbezügliche Effekte beobachtet werden.

### Biographische Theorie der Fertilität
Bei der biographischen Theorie der Fertilität handelt es sich um die demographische Entsprechung der Individualisierungsthese. Sie argumentiert ökonomisch, konzentriert sich aber kostenseitig auf die biographischen Opportunitätskosten der Familiengründung und klammert Nutzenaspekte und direkte Kosten weitestgehend aus.
Kernaussagen der Theorie sind:
- Die Größe des biographischen Universums nimmt durch den Wegfall sozialer, normativer und ökonomischer Beschränkungen permanent zu.
- Je größer das biographische Universum ist beziehungsweise je vielfältiger die Optionen für eine eigene Biographie sind, desto größer ist die Zahl der Alternativen, die mit einer biographischen Festlegung aus dem Möglichkeitsspielraum ausscheiden.
- Bei einer Expansion des biographischen Möglichkeitsspielraums steigt das Risiko einer biographischen Festlegung.
- In Gesellschaften mit Konkurrenzprinzip im Individualverhalten ist das Risiko biographischer Festlegungen in der Familienbiographie größer als das Risiko von Festlegungen in der Ausbildungs- und Erwerbsbiographie.
- Das Risiko familiärer Festlegungen lässt sich aufschieben oder vermeiden.
- Schlussfolgerung: Die Wahrscheinlichkeit der demographisch relevanten biographischen Festlegungen nimmt ab.

Dies bedeutet: Durch die zunehmende Individualisierung steigt die Anzahl der Lebenslaufalternativen für eine konkrete Person. Bei einer Familiengründung erfolgt aber eine sehr große biographische Festlegung für einen längeren Zeitraum, und folglich scheiden sehr viele Lebenslaufalternativen aus dem sogenannten biographischen Universum aus. Dies macht es wahrscheinlicher, dass eine solche Festlegung zu einem bestimmten Zeitpunkt nicht erfolgt, zumal familiäre Entscheidungen größere Risiken bergen können als Ausbildungs- oder Karriereentscheidungen. Die Konsequenz ist, dass die Entscheidung für eine Familiengründung immer später oder gegebenenfalls gar nicht mehr getroffen wird.
Die biographische Fertilitätstheorie gilt allgemein als eine der schlüssigsten Thesen für die Erklärung der niedrigen Fertilitätsraten in entwickelten Gesellschaften, denn immerhin konnten einzelne Folgerungen der Theorie empirisch bestätigt werden. So war etwa beim Frauenjahrgang 1955 für die Teilgruppe der Frauen mit drei Kindern die Wahrscheinlichkeit für die Geburt eines vierten Kindes ab dem Alter 32 höher als die Wahrscheinlichkeit für die Geburt eines ersten Kindes bei den noch kinderlosen Frauen dieses Jahrgangs und Alters.

## Kritik
Der deutsch-britische Demograf David Eversley (1921–1995), dessen Spezialgebiet Bevölkerungsprognosen waren, warnte, dass Statistiker zwar mit Modellen und Simulationen arbeiten würden, diese Annahmen über die Zukunft jedoch nicht als Tatsachen verkauft werden dürften. Es handelt sich nach ihm nicht um Prognosen, sondern um reine Annahmen, mit denen möglicherweise gegenwärtige politische Interessen betrieben würden. Behauptungen, eine künftige Bevölkerung lasse sich exakt berechnen, bezeichnete er als „irrigen Glauben“. „So komplex diese Modelle auch sein mögen, die ihnen zugrunde liegenden Thesen sind doch von zweifelhafter Gültigkeit. Entweder handelt es sich um rein mechanische Extrapolationen vergangener Trends oder um Berechnungen, die auf Vermutungen der Verfasser beruhen.“ Bevölkerungsprognosen, so Eversley, hätten normalerweise immer auch einen politischen Zweck verfolgt: „Die Geschichte der Bevölkerungsprognosen ist daher nie frei von Ideologie, und es muss immer gefragt werden, warum wurde die Prognose aufgestellt, was bezweckte der Autor wirklich.“ Weiter bemängelte er eine unkritische Haltung zur Geschichte ihrer eigenen Disziplin. „Bis heute haben es die Demografen weitgehend vermieden, eine fachinterne Kritik zu leisten. Während es in anderen Disziplinen eine Heterogenität der Ansätze gibt, Richtungs- und Meinungsstreite offen ausgetragen werden, dominiert in der Bevölkerungswissenschaft dagegen ein Korpsgeist, der sich nicht zuletzt aus der besonderen Regierungsnähe, aus dem intimen und nie kritisch hinterfragten Verhältnis zur jeweiligen Macht erklärt.“
Die Bremer Sozialwissenschaftler Gunnar Heinsohn, Otto Steiger und Rolf Knieper haben in ihrer Studie „Menschenproduktion – allgemeine Bevölkerungstheorie der Neuzeit“ gezeigt, wie die Demografie auf dem Hintergrund des Arbeitskräftebedarfs des neuzeitlichen Staats entstanden ist. Laut diesen Autoren diente die Bevölkerungswissenschaft dem modernen Staat zunächst dazu, durch eine Reihe von Maßnahmen, die auch die umfassende Kriminalisierung der Geburtenkontrolle einschloss, die Reproduktion der Bevölkerung in ausreichender Zahl sicherzustellen. Dieser These zufolge seien Geburtenraten, die wesentlich über der Reproduktionsrate von 2,1 liegen, entgegen einer Grundannahme vieler Demografen nicht naturgegeben, sondern meist durch Bevölkerungspolitik politisch hergestellt. Die Bevölkerungspolitik des deutschen nationalsozialistischen Regimes der 1930er Jahre sei kein historischer Ausnahmefall, sondern stehe in der Kontinuität frühmoderner Bevölkerungspolitik, die Hitler lediglich wiederbelebt und radikalisiert habe.